# Listă de orașe din statul Montana

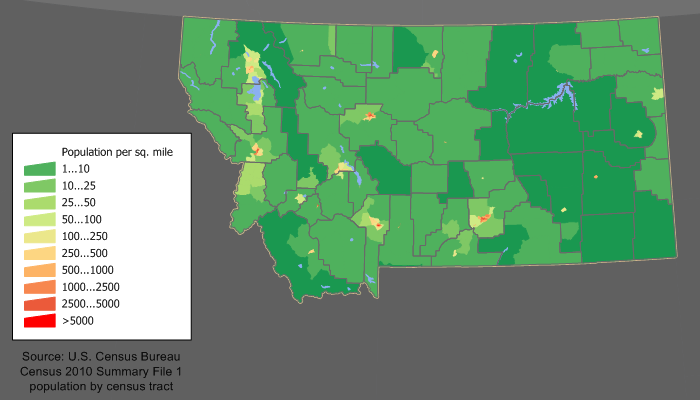
Harta statului Montana indicând densitatea populației
și cele 56 de comitate ale sale.

Această pagină este o listă conținând toate localitățile de tip urban de ordin întâi, orașele (în engleză cities) din statul  Montana din  Statele Unite ale Americii, aranjate în ordine alfabetică. În Montana există 127 (52+75) orașe. Deși unele dintre orașe pot fi numite "târguri", în statul Montana, din punct de vedere legal, nu există nicio diferență între orașe (cities), târguri (towns) ori sate (villages).

## Organizarea teritoriului statului Montana

### Orașe (Cities) și târguri (towns)
Montana este subdivizată în 56 de comitate. Conform datelor furnizate de United States Census Bureau, agenția federală de coordonare a recensămintelor Uniunii, statul Montana are 364 de localități (sau "locuri locuite," numite pe scurt "places"), care sunt împărțite mai departe în 129 de comunități încorporate (așa numitele "incorporated places") și 235 de locuri desemnate pentru recensământ (cunoscute sub numele din engleză de "Census-designated places").
Localitățile încorporate, la rândul lor, constau din 52 de orașe, 75 de târguri și două entități hibride, două unități administrative de tip Oraș-comitat consolidate, (numite în terminologia USCB, consolidated city-counties).
În Montana există doar un oraș, Billings, având o populație de peste 100.000 de locuitori și alte două cu populații de peste 50.000 de locuitori, Missoula și Great Falls. Toate aceste trei comunități urbane sunt considerate a fi centrele celor trei zone metropolitane ale statului (numite în engleză,Metropolitan Statistical Areas). Statul Montana are de asemenea și cinci zone micropolitane (numite în engleză, Micropolitan Statistical Areas), care sunt centrate în jurul orașelor Bozeman, Butte, Helena, Kalispell și Havre.

## Liste
- Pentru orașele statului, vedeți Listă de orașe din statul Montana.
- Vedeți și Listă de târguri din statul Montana.
- Vedeți și Listă de comunități neîncorporate din statul Montana.
- Vedeți și Listă de locuri desemnate pentru recensământ din statul Montana.
- Vedeți și Listă de localități dispărute din statul Montana.

### B
- Billings,
- Bozeman,
- Butte,

### G
- Great Falls

### H și I
- Havre,
- Helena,

### J și K
- Kalispell

### M
- Missoula

## Alte legături interne
- Categorie:Liste de orașe din Statele Unite după stat
- Categorie:Liste de târguri din Statele Unite după stat
- Categorie:Liste de districte civile din Statele Unite după stat
- Categorie:Liste de sate din Statele Unite după stat
- Categorie:Liste de comunități desemnate pentru recensământ din Statele Unite după stat
- Categorie:Liste de comunități neîncorporate din Statele Unite după stat
- Categorie:Liste de localități dispărute din Statele Unite după stat
- Categorie:Liste de rezervații amerindiene din Statele Unite după stat
- Categorie:Liste de zone de teritoriu neorganizat din Statele Unite după stat